# 山形・東京連続放火殺人事件
山形・東京連続放火殺人事件（やまがたとうきょうれんぞくほうかさつじんじけん）とは、2010年10月に山形県山形市で、2011年11月に東京都江東区で発生した連続放火殺人事件。山形市の事件で男女2名、東京都の事件で女性1名の計3名が犠牲となった。いずれの事件も、自身の暴力などによって同性愛関係にあった交際相手に逃げ出された男Aが、交際相手を連れ戻そうとした末に起こしたもので、殺人、放火、ストーカー規正法違反などで逮捕・起訴されたAは、2016年に死刑が確定した。

## 概要
2010年10月2日、愛知県名古屋市の無職の男A（当時44歳）は、元交際相手の男性Xの山形県山形市にある実家に放火、住宅を全焼させ、Xの父親（当時71歳）と母親（当時69歳）を焼死させた。2011年11月24日、Aとその妻（当時42歳）は、元交際相手の男性Yの母親（当時76歳）が住む東京都江東区のマンションに侵入して、Yの母親を縛った上で大きなたらいをかぶせてその中で炭を燃焼させ、一酸化炭素中毒にして殺害。殺害後、室内を全焼させた。
両事件とも、Aが交際していた男性に日常的に暴力を加え、それに耐えかねてAの元を離れた彼らを執拗に連れ戻そうとした末に発生した事件であった（Aはストーカー規正法違反でも逮捕・起訴されている）。
Aは逮捕後の2012年3月に留置施設で自殺を図り、一時意識不明の重体となったが、意識回復後起訴され、2013年6月に東京地方裁判所の裁判員裁判で死刑判決を受けた。Aは一審から一貫してXの両親に対する殺意を否認し続けて最高裁まで争ったものの、2016年6月13日に上告棄却され、死刑判決が確定することとなった。

## 事件の経過
2002年、Aは同性愛者でありながら、後にAの犯行に加担することになる知人女性に結婚を申し込んだ。背景としてAも知人女性も犬が好きであったこと、当時のAの同棲相手が逃走し、犬の面倒を見る者がいなくなったことなどがあった。知人女性はがんで闘病中の父親に花嫁姿を見せて安心させたいという気持ちからAの求婚を受けたが、結婚後はAに暴言や暴力を振るわれることもあり、働かないAに生活費や住居の援助もしていた。

### 山形事件
2008年10月、AとXは知人の紹介で交際をはじめ、2人は名古屋市のA方で同居するようになった。だが、Aの束縛と暴力に悩んだXがAに別れ話を切り出すと、Aは怒り、Xが同性愛者であることを職場に暴露すると脅迫した。その後も交際は続いたものの、Xは2010年5月に名古屋市から実家がある山形市に転居した。Aは電話やメールを送り続けた末、9月に実家に押しかけ、Xを無理やり名古屋市に連れ帰った。だが、Xは母親の介助を理由に再び山形市に戻った。Aはその後もXにつきまとい、山形県警からストーカー規正法に基づく警告を受けていた。
10月2日22時10分ごろ、Aは山形市のXの実家の外壁とその近くにあったゴミ箱に灯油を撒き、ライターで火をつけたティッシュを放り投げて放火した。Xの実家は全焼し、Xの父親（71歳）と母親（69歳）が焼死した（以下、山形事件）。
Aは、山形事件の後、現場近くのX方を複数回訪れ、XはAのストーカー行為を山形県警察に通報していた。山形県警はAの周囲を捜査した上で、ストーカー規正法での立件を見送った。Xの実家の火事についても事件性を判断できなかったため、山形県警はAと火事の関連を捜査していなかったという。

### 東京事件
Aと交際関係にあった男性Yは、2011年2月以降の3ヶ月間、A夫婦と同居していたが、A夫婦の暴力に耐えかねて逃亡した。Aは、9月以降、何度も東京都江東区のYの母親宅を訪れ、Yの母親にYに会わせるように迫った。
11月24日、Aは妻とともに、Yの母親（76歳）のマンションにベランダから侵入し、Yの母親が帰宅したところを縛った上で、大きなたらいをかぶせて炭を燃焼させ、一酸化炭素中毒にして殺害。室内に灯油をまき、全焼させた（以下、東京事件）。
その後、AはYの行方を調べるため、Yを装って区役所でYの住民票の写しを受け取り、2012年1月5日、A夫婦は有印私文書偽造とストーカー規正法違反容疑で警視庁に逮捕された。

### 逮捕後
1月18日、警視庁捜査一課はA夫婦を東京事件の容疑者として殺人や現住建造物等放火などの疑いで逮捕した。
2月1日、山形事件について、Aが「火をつけた」と供述していることを受けて、警視庁と山形県警は合同捜査本部を設置した。
2月8日、東京地方検察庁はA夫婦をYの母親に対する殺人や現住建造物等放火などの罪で起訴した。AはYの母親について「Yに会わせてくれないので恨んでいた」と供述していた。
3月7日、警視庁と山形県警の合同捜査本部は、山形事件について、Xの両親に対する殺人と現住建造物放火の容疑でAを再逮捕した。Aは「2人を殺すまでの殺意があったかは今は話せません」 と供述していた。

### Aの自殺未遂
3月25日午後9時5分ごろ、Aが警視庁原宿警察署の留置施設居室の金網にひも状に裂いたシーツをかけて首を吊って自殺を図っているのを巡回中の男性巡査部長が発見、Aは病院に搬送され一時意識不明の重体となったが、容体が回復したため30日に勾留が再開された。同日、東京地検は山形事件についてXの両親に対する殺人と現住建造物等放火の罪でAを追起訴した。

## 裁判
2012年11月14日、東京地方裁判所の裁判員裁判（近藤宏子裁判長）は、東京事件についてAとの共謀を認定し、Aの妻に対して懲役18年（求刑懲役22年）を言い渡した。Aの妻は控訴せず、そのまま刑が確定した。
2013年5月9日、殺人や現住建造物等放火、ストーカー規制法違反などで起訴されたAは、東京地裁（平木正洋裁判長）の裁判員裁判初公判で、東京事件でのYの母親殺害を認めた一方で、山形事件でのXの両親殺害については「放火はしたが、殺すつもりはなかった」と殺意を否認した。
5月24日、検察は山形の事件において「元交際相手を実家から連れ戻すため、実家に火を付けた。元交際相手の両親が就寝中だと認識しており、殺意は明らか」としてAの殺意を主張して死刑を求刑、弁護側は「中に両親がいるとは認識していなかった」と反論して結審した。
6月11日、東京地方裁判所の裁判員裁判はAに死刑判決を下した。平木正洋裁判長は一連の事件を「人を殺害する重大犯罪の中でも、極めて重い部類に属する事件」とし、Aについては「交際相手の男性2人を連れ戻したいという自己の願望を実現するため、全く落ち度のない2人の親を殺害した」と指摘、結果の重大性などを踏まえ、「死刑はやむを得ない」と量刑判断の理由を述べた。 Aが山形事件におけるXの両親に対する殺意を否認していたことについては、「被告は夫婦が体の具合が悪いことを聞かされており、放火すれば逃げ遅れて死亡する危険性が高いことを認識していた」として退けた。弁護側は25日までに判決を不服として控訴した。
2014年10月1日、東京高等裁判所は弁護側の控訴を棄却、一審の死刑判決を支持した。
2016年4月15日、最高裁判所第2小法廷（千葉勝美裁判長）で開かれた上告審弁論で、弁護側は山形事件について「精神状態が通常ではなく、確定的な殺意もなかった」「殺人について計画性はなく綿密でもない。悪質性は低い」として死刑回避を主張、検察側は、「危険な態様の連続殺人事件で、極刑はやむを得ない」と述べた。
6月13日、最高裁第2小法廷はAの上告を棄却した。4人の裁判官全員一致の意見。一審の死刑判決が確定することとなった。第2小法廷は弁護側が否認した山形事件の殺意について「元交際相手の両親がいるかもしれず、放火すれば両親が死亡すると認識して放火した」として、未必的な殺意を認定した。